# Peteroma carilla
Peteroma carilla là một loài bướm đêm trong họ Noctuidae.